# 181 Eucharis
A 181 Eucharis a Naprendszer kisbolygóövében található aszteroida. Pablo Cottenot fedezte fel 1878. február 2-án.